# لاندا سگ بزرگ
لاندا سگ بزرگ یک ستاره است که در صورت فلکی سگ بزرگ قرار دارد.